# Deinacrida rugosa
Deinacrida rugosa é uma espécie de insecto da família Anostostomatidae.
É endémica da Nova Zelândia.